# Liste des aéroports au Cap-Vert
Cet article recense les aéroports et aérodromes du Cap-Vert.

## Carte
| \| 20 km1:2 718 000 \| Maio Preguiça São Filipe Boa Vista · Rabil‎ Sal · A.-Cabral São Vicente · C.-Évora Praia |
| 20 km1:2 718 000                                                                                               |

## Liste
| Île         | Ville        | OACI | AITA | Nom                                     | Statut      |
| ----------- | ------------ | ---- | ---- | --------------------------------------- | ----------- |
| Boa Vista   | Rabil        | GVBA | BVC  | Aéroport de Rabil                       | En activité |
| Fogo        | São Filipe   | GVSF | SFL  | Aérodrome de São Filipe                 | En activité |
| Maio        | Vila do Maio | GVMA | MMO  | Aérodrome de Maio                       | En activité |
| Sal         | Espargos     | GVAC | SID  | Aéroport international Amílcar Cabral   | En activité |
| Santiago    | Praia        | GVNP | RAI  | Aéroport international Nelson-Mandela   | En activité |
| Santiago    | Praia        | GVNP | RAI  | Aéroport international Francisco Mendes | Désaffecté  |
| Santo Antão | Ponta do Sol | GVFM | RAI  | Aérodrome Agostinho-Neto                | Désaffecté  |
| São Nicolau | Preguiça     | GVSN | SNE  | Aérodrome de Preguiça                   | En activité |
| São Vicente | São Pedro    | GVSV | VXE  | Aéroport international Cesária-Évora    | En activité |